# Сон (футболист)
Франсиско Хавиер Идалго Гомес (на испански: Francisco Javier Hidalgo Gómez), по-познат като Сон (на испански: Son), е испански футболист, който играе на поста десен бек. Състезател на Лудогорец.

## Кариера
Сон е бивш играч на Нервион, КД Алкала, Сан Роке де Лепе, УКАМ Мурсия, Виляновензе, Леванте Б, Баракалдо, Понферадина и Леванте.
На 7 юли 2023 г. испанецът е обявен за ново попълнение на разградския Лудогорец. Дебютира на 22 юли при победата с 5:0 като домакин на Етър.

## Успехи
Леванте
- Сегунда Дивисион (1): 2016/17